# Marathon Uplift
Le Marathon Uplift est un soulèvement domal datant du Paléogène. D'un diamètre d'environ 125 km, il situé dans le Sud-Ouest du Texas. Le Marathon Basin a été formé par l'érosion des strates datant du Crétacé et plus jeunes de la crête du soulèvement.
Les crêtes orientées vers le nord-est, constituées de strates paléozoïques anté-permiennes, du bassin ont été formées au cours de l'orogenèse Ouachita (en), qui a également formé les montagnes Ouachita de l'Arkansas et de l'Oklahoma.
Il est probable que la faille ayant formée le Llano Uplift (en) est liée à celle qui est à l'origine du Marathon Uplift.